# Namhae de Silla
Namhae De Silla (?–24, r. 4–24 CE) fue el segundo Rey de Silla, uno de los Tres Reinos de Corea. Es generalmente llamado Namhae Chachaung, (chachaung es un temprano título de Silla).
Namhae es el único rey que se apellida Chachaung. Según el Samguk Sagi, Kim Dae-Mun explica que el título "Chachaung" significado un chamán en antiguo coreano.

## Antecedentes
Era el hijo mayor de Hyeokgeose de Silla, fundador de Silla, y de la Señora Aryeong. Su apellido era Park , y su mujer era la Señora Unje (Hangul:운제 Hanja:雲帝).

## Reinado
Su reinado estuvo caracterizado por una serie de invasiones extranjeras. En 4, el ejército de Nangnang rodeó Geumseong, capital de Sillan, pero fue repelido.
Los Wa de Japón invadieron Silla en 14, y Silla les rechazó. Nangnang invadió otra vez, pero se dice que una lluvia de cometas asustó a los soldados de Nangnang, y retrocedieron.
Está enterrado en Sareung-won.